# Rhombodera palawanensis
Rhombodera palawanensis är en bönsyrseart som beskrevs av Max Beier 1966. Rhombodera palawanensis ingår i släktet Rhombodera och familjen Mantidae. Inga underarter finns listade i Catalogue of Life.